# Kavajë (stad)
Kavajë ([kavaj(ə)]; bepaalde vorm: Kavaja) is een stad (bashki) in Centraal-Albanië, acht kilometer ten oosten van de Adriatische Zeekust. De stad telt 40.000 inwoners (2011) en is een deel van de prefectuur Tirana. Ze ligt twintig kilometer zuidelijk van Durrës, 's lands grootste havenstad.
Door middel van de spreuk Kavaja rrem Stambolli ('Kavajë als Istanboel', 'Kavajë vals Istanboel') wordt Kavajë binnen Albanië soms satirisch met Istanboel vergeleken.

## Bestuurlijke indeling
Administratieve componenten (njësitë administrative përbërëse) na de gemeentelijke herinrichting van 2015 (inwoners tijdens de census 2011 tussen haakjes):
Golem (6994) • Helmas (3139) • Kavajë (20192) • Luz i Vogël (4735) • Synej (5034).
De stad wordt verder ingedeeld in 33 plaatsen: Agonas, Bago, Beden, Blerimaj, Butaq, Çetë, Cikallesh, Çollakaj, Golem, Golemas, Habilaj, Hajdaraj, Helmas, Kanaparaj, Karpen i Ri, Karpen, Kavajë, Kryemëdhej, Kryezi, Lis-Patros, Luz i Vogël, Momël, Peqinaj, Qeret, Rrakull, Rrikaj, Seferaj, Shtodhër, Synej, Tilaj, Vorrozen, Zikular, Zik-Xhafaj.

## Bevolking
Op 1 oktober 2011 telde de deelgemeente Kavajë 20.192 inwoners, een daling ten opzichte van 24.817 inwoners in 2001. De gemeente Kavajë had in dezelfde periode 40.094 inwoners, een daling ten opzichte van 50.327 inwoners tien jaar eerder.

### Religie
De grootste religie in Kavajë is de (soennitische) islam. Deze religie werd in 2011 beleden door 35.206 personen, oftewel 87,81% van de bevolking.
| Plaats      | Bevolking (2011) | Islam (%)       | Katholiek (%) | Orthodox (%)  | Bektashisme (%) |
| ----------- | ---------------- | --------------- | ------------- | ------------- | --------------- |
| Golem       | 6.994            | 6.051 (86,52%)  | 34 (0,49%)    | 63 (0,90%)    | 66 (0,94%)      |
| Helmas      | 3.179            | 3.008 (94,62%)  | 3 (0,09%)     | 1 (0,03%)     | 11 (0,34%)      |
| Kavajë      | 20.192           | 16.812 (83,26%) | 176 (0,87%)   | 1.444 (7,15%) | 89 (0,44%)      |
| Luz i Vogël | 4.735            | 4.583 (96,79%)  | 7 (0,15%)     | 2 (0,04%)     | - (-)           |
| Synej       | 5.034            | 4.752 (94,40%)  | 12 (0,24%)    | 57 (1,14%)    | - (-)           |
| Kavajë      | 40.094           | 35.206 (87,81%) | 232 (0,57%)   | 1.567 (3,91%) | 166 (0,41%)     |

## Bezienswaardigheden
In het centrum bevindt zich de Kubeliemoskee naast de klokkentoren uit 1817. Voorts beschikt Kavajë over een cultuurpaleis uit 1946, een stadsbibliotheek met 35.000 boeken uit hetzelfde jaar en twee musea: het Etnografisch Museum, dat in een 17e-eeuws gebouw is ondergebracht en zijn deuren opende in 1971, en het Historisch Museum, dat bestaat sinds 1976.
In de omgeving van Kavajë zijn de 17e-eeuwse stenen brug in het plaatsje Butaq en het 15e-eeuwse Kasteel van Bashtovë op het grondgebied van de stad Rrogozhinë bezienswaardig.

## Sport
Voetbalclub KS Besa Kavajë speelde in het seizoen 2011-2012 voor het eerst sinds 25 jaar opnieuw in de Kategoria e Parë, Albaniës tweede nationale klasse. Aan het eind van het seizoen promoveerde de club na play-offs verder naar de Kategoria Superiore.

## Geboren
- Spiro Moisiu (1900), militair
- Andrea Stefi (1911-1963), schrijver
- Kolë Xhumari (1912), jeugdschrijver
- Kristina Koljaka (1916-2003), beeldhouwster
- Mustafa Krantja (1920), dirigent en componist
- Nexhat Tafa (1952), scenarioschrijver
- Parashqevi Simaku (1966), zangeres
- Altin Rraklli (1970), voetballer
- Skerdilaid Curri (1975), voetballer
- Andi Lila (1986), voetballer